# Rm-lok
Rm-loket är en variant av Rc-loket som är nedväxlat till 100 km/h, och barlastat. De sex Rm-loken var avsedda för trafik på Malmbanan där de drog malmtåg kopplade tre och tre, som komplement till Dm3-loken. Följaktligen var Rm-loken vid leverans försedda med malmtågsbroms och automatkoppel av typ SA3. Malmtågen vägde cirka 6000 ton när Rm drog dem.[källa behövs]
Efter ett antal år minskade behovet av lok på malmbanan och SJ Gods beslutade att använda dem på andra banor i Sverige. Det var lättare än att flytta Dm3-loken som var mer specifika för malmtågen. På nittiotalet målades Rm-loken om i blått, fick skruvkoppel istället för halvautomatkoppel, och malmtågsbromsen och motståndsbromsen monterades bort. Loken kunde därmed inte längre dra malmtåg som har SA3-koppel med mera. Viss annan utrustning för malmtrafik är också borttagen. Inga fler Rc-lok har anpassats för malmtåg, så det har inte samtidigt funnits Rm för malmtåg och Rm för andra godståg. I vissa fall har Rm-lok agerat ersättningståg för andra Rc-lok som dragit persontåg då det varit brist på dessa. 
Rm-lok saknar skivbroms vilket leder till sämre bromsförmåga än Rc. Det har även högre axellast som ger begränsad hastighet på vissa banor. I gengäld kan det dra större laster så att ett Rm-lok kan ersätta två multipelkopplade Rc-lok i godståg.
Vid delningen av SJ hamnade Rm-loken hos Green Cargo. Loken har varit stationerade i Malmö och har till stor del använts i södra Sverige. De känns igen på numren som är i intervallet 1257–1262. Hösten 2023 sålde Green Cargo loken till Tågåkeriet i Bergslagen. 
Green Cargo drog malmtåg mellan Svappavaara och Narvik med malm från Tapuli-gruvan utanför Pajala 2013–2014, och det var Rm-loken, återigen försedda med SA3-koppel, som drog dessa. Tågen vägde nästan 5000 ton. Efter gruvans konkurs har de varit avställda, men går i trafik igen från 2016 med standardkoppel och vanliga godståg.